# Argyractis argyrolepta
Argyractis argyrolepta là một loài bướm đêm trong họ Crambidae.